# Palm City
Palm City és una concentració de població designada pel cens dels Estats Units a l'estat de Florida. Segons el cens del 2000 tenia 20.097 habitants.

## Demografia
Segons el cens del 2000, Palm City tenia 20.097 habitants, 8.458 habitatges, i 6.301 famílies. La densitat de població era de 530,4 habitants/km².
Dels 8.458 habitatges en un 27,1% hi vivien nens de menys de 18 anys, en un 66,2% hi vivien parelles casades, en un 6,3% dones solteres, i en un 25,5% no eren unitats familiars. En el 21,5% dels habitatges hi vivien persones soles l'11,7% de les quals corresponia a persones de 65 anys o més que vivien soles. El nombre mitjà de persones vivint en cada habitatge era de 2,35 i el nombre mitjà de persones que vivien en cada família era de 2,72.
Per edats la població es repartia de la següent manera: un 21,1% tenia menys de 18 anys, un 3,3% entre 18 i 24, un 22,5% entre 25 i 44, un 25,8% de 45 a 60 i un 27,3% 65 anys o més.
L'edat mediana era de 47 anys. Per cada 100 dones de 18 o més anys hi havia 89 homes.
La renda mediana per habitatge era de 62.362 $ i la renda mediana per família de 69.688 $. Els homes tenien una renda mediana de 48.852 $ mentre que les dones 33.699 $. La renda per capita de la població era de 35.213 $. Entorn del 2,6% de les famílies i el 3,7% de la població estaven per davall del llindar de pobresa.

## Poblacions més properes
El següent diagrama mostra les poblacions més properes.